# Sarothrias
Sarothrias (лат.) — род жуков из семейства Якобсонииды (Jacobsoniidae).

## Распространение
Тропики Старого Света.

## Описание
Очень мелкие жуки, которые имеют длину около 2 мм (от 1,7 до 2,4 мм), желтовато-коричневого цвета. Обитают во влажных тропиках, близко к экватору, за исключением видов Sarothrias hygrophilus Pal, 1998 (северо-восточная Индия) и Sarothrias sinicus Bi & Chen, 2015 (Китай).
От близких родов отличаются формулой лапок 3-3-3 (у представителей рода Saphophagus она равна 5-5-5) и 3-члениковой булавой усиков (у представителей рода Derolathrus булава состоит из 1 или из 2 сегментов) (Burckhardt and Löbl 1990; Lawrence and Leschen 2010)..

## Систематика
14 видов. Таксон Sarothrias Grouvelle, 1918 вместе с родами Saphophagus Sharp, 1886 и Derolathrus Sharp in Sharp & Scott, 1908 образует семейство Jacobsoniidae (21 вид, длиной от 0,65 до 2,5 мм), которое ранее сближали или с Bostrichiformia (например, у Löbl and Burckhardt 1988, Lawrence and Newton 1995 и Lawrence et al. 1999a, b) или с группой Derodontiformia (Lawrence et al. 2010 ; вместе с семействами Derodontidae и Nosodendridae), а в последнее время относят к надсемейству Staphylinoidea (Lawrence et al. 2011).
Вид Sarothrias sinicus Bi & Chen, 2015 был впервые описан в 2015 году китайскими энтомологами (Wen-Xuan Bi, Шанхай; Chang-Chin Chen, Tianjin New Wei San Industrial Company, Limited, Tianjin; Mei-Ying Lin, National Zoological Museum of China, Пекин, Китай). Это первый представитель семейства Jacobsoniidae в фауне Китая.
- Sarothrias amabilis Slipinski and Löbl, 1995[7]
- Sarothrias audax Slipinski and Löbl, 1995[7]
- Sarothrias bournei Slipinski, 1986[8]
- Sarothrias crowsoni Löbl and Burckhardt, 1988[2]
- Sarothrias dimerus (Heller 1926)[9]
- Sarothrias eximius Grouvelle, 1918[10]
- Sarothrias fijianus Löbl and Burckhardt, 1988[2]
- Sarothrias hygrophilus Pal, 1998 — Индия[11]
- Sarothrias indicus Dajoz, 1978 — Индия[12]
- Sarothrias lawrencei Löbl and Burckhardt, 1988[2]
- Sarothrias morokanus Poggi, 1991[13]
- Sarothrias pacificus Slipinski and Löbl, 1995[7]
- Sarothrias papuanus Slipinski, 1986[8]
- Sarothrias sinicus Bi & Chen, 2015 — Китай[1]
- Sarothrias songi Yin & Bi, 2018 — Китай[14]